# مازدا بريماسي
مازدا بريماسي (بالإنجليزية: Mazda Premacy)‏ هي سيارة تم إنتاجها من قبل شركة مازدا منذ 1999 وحتى 2018.